# Battle for Haditha
Pour plus de détails, voir Fiche technique et Distribution.
Battle for Haditha est un film dramatique britannique réalisé par Nick Broomfield en 2007 basé sur le massacre de Haditha.

## Synopsis
Le film reprend le massacre de Haditha. À la suite de l’explosion d’une bombe au passage d’un convoi militaire américain dans la ville de Haditha, un soldat américain est tué et deux autres blessés. Le caporal Ramirez décide alors de venger la mort de son soldat en tuant 24 civils irakiens (hommes, femmes et enfants) se trouvant aux alentours.

## Production
Le film a été tourné à Jerash en Jordanie. Nick Broomfield a souhaité que ce soit de vrais marines et de vrais citoyens irakiens qui jouent dans son film, afin de le rendre plus réaliste et saisissant. Nick Broomfield est surtout connu en tant que documentariste ; bien que Battle for Haditha ait l’apparence d’un documentaire, Brommfield a choisi de raconter les évènements de Haditha sous la forme d’un film dramatique.

## Fiche technique
- Titre : Battle for Haditha
- Réalisation : Nick Broomfield
- Scénario : Nick Broomfield, Marc Hoeferlin et Anna Telford
- Production : Nick Broomfield
- Musique : Nick Laird-Clowes (en)
- Photographie : Mark Wolf
- Montage : Ash Jenkins et Stuart Gazzard
- Distribution : HanWay Films (en)
- Pays d'origine :  Royaume-Uni
- Format : Couleurs - 2,35:1 - Dolby SRD - 35 mm
- Genre : Drame/Guerre
- Durée :
  - 97 minutes (VO)
  - 93 minutes (VF).
- Dates de sortie : 
  -  Espagne : 14 décembre 2007
  -  France : 30 janvier 2008
  -  Royaume-Uni : 1er février 2008

## Distribution
- Elliot Ruiz (en) : le caporal Ramirez, le chef d'une unité de Marines chargée du maintien de l'ordre à Haditha
- Falah Abraheem Flayeh : Ahmad
- Yasmine Hanani (en) : Hiba, l'épouse enceinte d'une victime des représailles des Marines
- Andrew McClaren : le capitaine Sampson
- Eric Mahalacopoulos : le sergent Ross
- Oliver Bytrus : Jafar
- Aya Abbas : Safa
- Duraid A. Ghaieb : Rashied, un membre de la famille d'Abdulhamled
- Thoams Hennessy : Doc
- Matthew Knoll : le caporal Matthews
- Danny Martinez : le soldat Santos